# Maximiliano de Baden
Maximiliano Alexandre Frederico Guilherme Príncipe de Baden (em alemão:  Maximilian Alexander Friedrich Wilhelm Prinz von Baden), mais conhecido como Max von Baden (Baden-Baden, 10 de julho de 1867 – Salem, 6 de novembro de 1929), foi um político alemão.
Herdeiro da família grã-ducal de Baden (era primo-irmão de Frederico II de Baden), Maximiliano ocupou o cargo de Reichskanzler (chanceler do Império Alemão), em 3 de outubro de 1918, após a derrota alemã na Primeira Guerra Mundial. Ele ofereceu paz ao presidente norte-americano Thomas Woodrow Wilson. Contudo, derrotado pelo movimento revolucionário, Maximiliano foi obrigado a renunciar, em 9 de novembro do mesmo ano.

## Primeiros anos

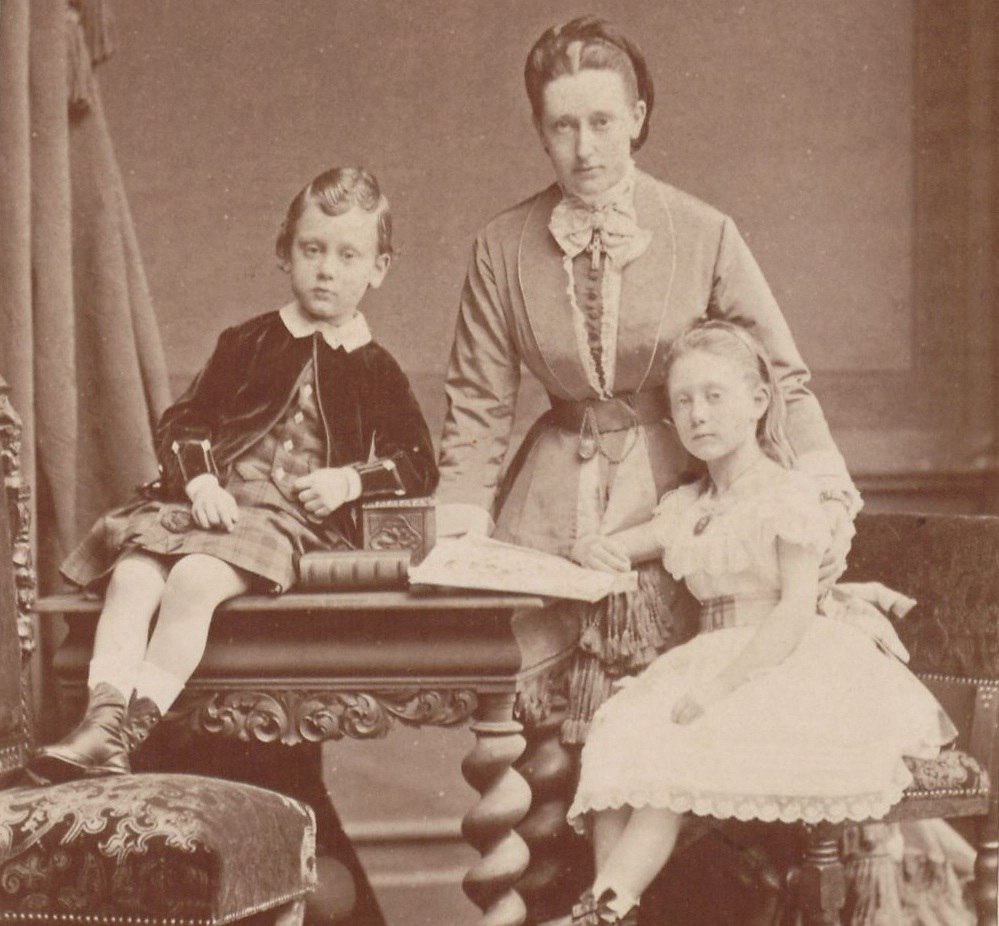
Maximiliano na infância, com sua mãe e sua irmã.

Nascido em Baden-Baden em 10 de julho de 1867, Maximiliano era membro da Casa de Baden, sendo filho do príncipe Guilherme de Baden, terceiro filho de Leopoldo, Grão-Duque de Baden, e da princesa Maria Maximilianovna de Leuchtenberg, neta materna do imperador Nicolau I da Rússia e bisneta paterna da imperatriz Josefina da França. Portanto, Maximiliano foi primo dos imperadores Alexandre II da Rússia e Napoleão III de França, bem como sobrinho-neto da imperatriz Amélia do Brasil.

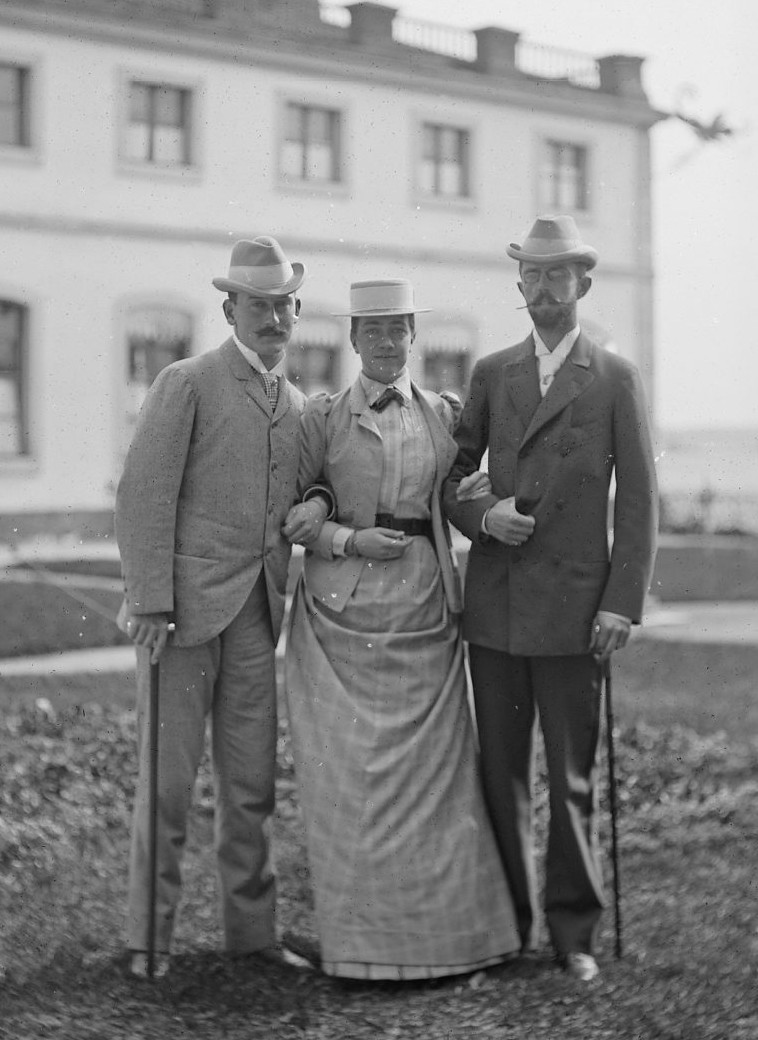
Maximiliano (1.º esq.) com sua prima Vitória e seu marido o futuro rei Gustavo V da Suécia, no Palácio de Tullgarn, c. 1890

Maximiliano atendeu ao ginásio e recebeu uma educação humanística e estudou direito e cameralismo na Universidade de Leipzig. Em consequência da ordem da rainha Vitória do Reino Unido, Maximiliano foi para Darmstadt, no Grão-Ducado de Hesse e do Reno, como um pretendente de uma das netas da rainha, a princesa Alice de Hesse-Darmstadt. Todavia, Alice o rejeitou para se casar com o futuro imperador Nicolau II da Rússia. Maximiliano sendo homossexual não se importou com a rejeição da princesa mas, por razões dinásticas, resolveu casar-se com uma prima e viver uma vida como marido e pai, similarmente ao do rei Gustavo V da Suécia, marido da prima de Maximiliano, Vitória de Baden, e envolvido no escândalo homossexual conhecido como caso Haijby. Devido a sua homossexualidade, Maximiliano temia ser chantageado, que durante seu mandato como Chanceler poderia ter gravar consequências.

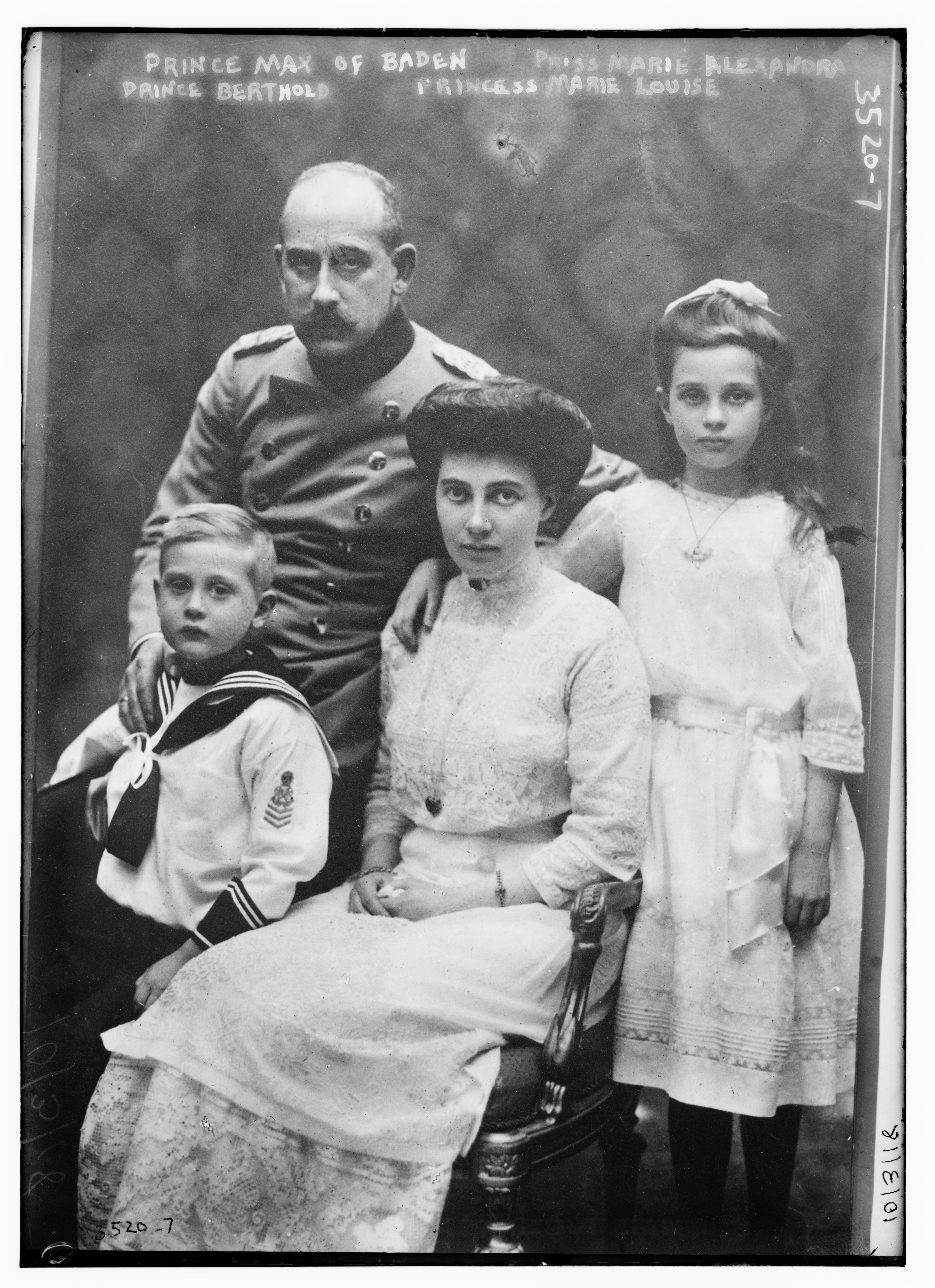
Maximiliano com sua esposa e filhos.

## Casamento
Maximiliano de Baden era homossexual e até mesmo foi indiciado de acordo com a lista da polícia criminal de Berlim quando jovem oficial, todavia em 1900 casou-se por razões dinásticas com a princesa Maria Luísa de Hanôver, filha de Ernesto Augusto, Príncipe Herdeiro de Hanôver e da princesa Tira da Dinamarca. O casal teve dois filhos:
- Maria Alexandra de Baden (1 de agosto de 1902 – 29 de janeiro de 1944); casou-se com o príncipe Wolfgang de Hesse, landegrave de Hesse-Cassel, filho do príncipe Frederico Carlos de Hesse-Cassel, designado rei da Finlândia, e da princesa Margarida da Prússia, filha do imperador Frederico III da Alemanha; o casal não teve descendência. Maria Alexandra foi morta durante um bombardeio de Frankfurt pelos Aliados da Segunda Guerra Mundial.
- Bertoldo de Baden (24 de fevereiro de 1906 – 27 de outubro de 1963); depois Marquês de Baden; casou-se com a princesa Teodora da Grécia e Dinamarca, filha do príncipe André da Grécia e Dinamarca e da princesa Alice de Battenberg. Teodora era irmã de Filipe, Duque de Edimburgo, marido da rainha Isabel II do Reino Unido.

## Carreira militar de política
Após finalizar seus estudos, ele trinou como um oficial no Exército Prussiano. Em consequência da morte de seu tio Frederico I, Grão-Duque de Baden, Maximiliano tornou-se herdeiro do grão-ducado de seu primo Frederico II, Grão-Duque de Baden, cujo casamento não produziu descendência. Ele também tornou-se presidente da Erste Badische Kammer (casa da alta corte do parlamento de Baden). Em 1911, Maximiliano foi elevado ao cargo de Generalmajor (Major-general).

## Primeira Guerra Mundial

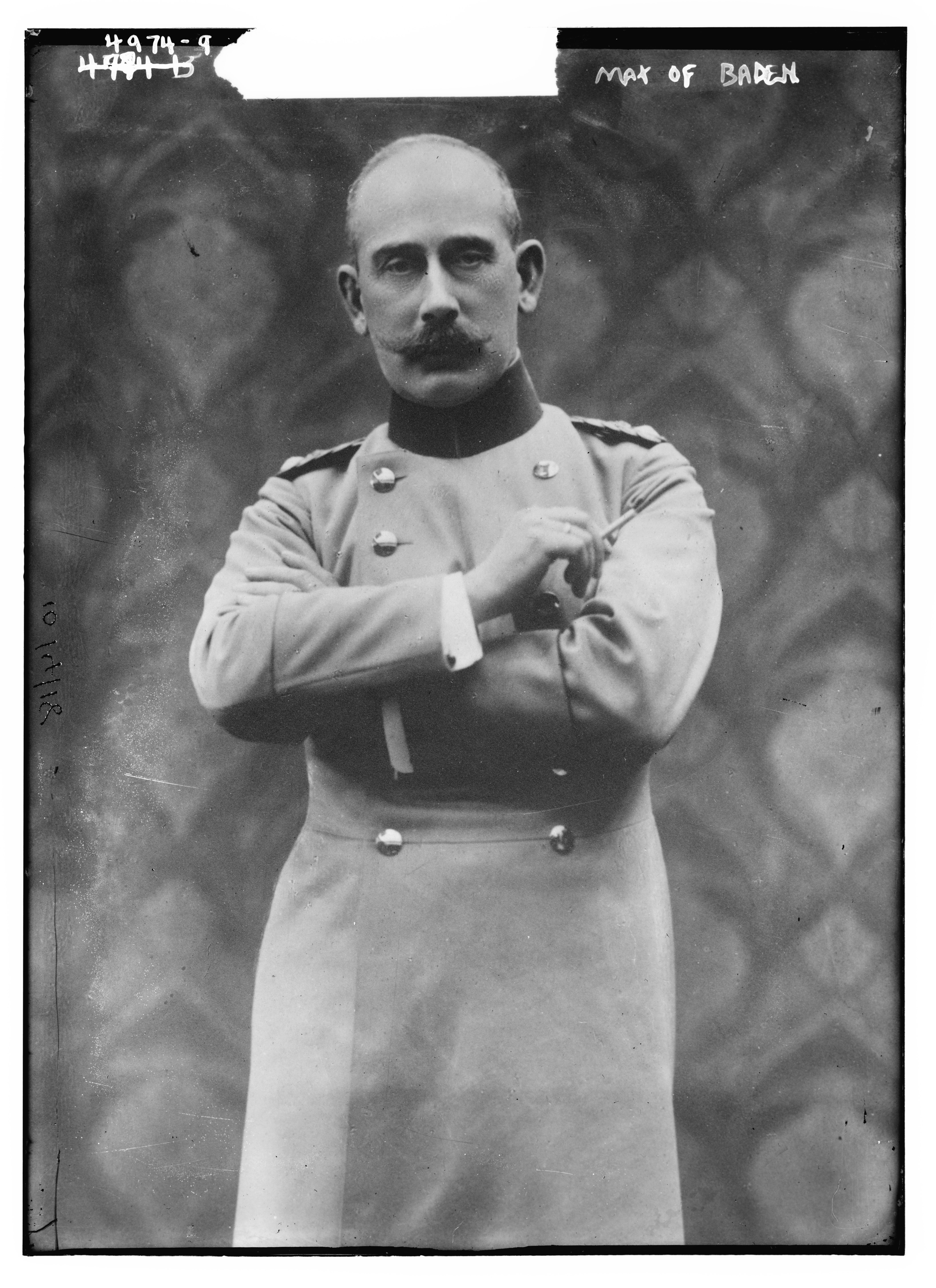
O Príncipe Maximiliano de Baden em 1915.

Em consequência do deflagrar da Primeira Guerra Mundial em 1914, Maximiliano serviu como general do Estado-Maior do Império Alemão como representante do grão-ducado de Baden. Todavia, pouco depois, ele foi retirado dessa posição devido a sua insatisfação com seu papel como militar e a sua condição de saúde.
Em outubro de 1914, ele tornou-se presidente honorário da Cruz Vermelha Alemã, do segmento de Baden, portanto ele inicia trabalhando com prisioneiros de guerra dentro e fora da Alemanha no qual ele usou se suas conexões com as cortes russa e sueca bem como conexões na Suíça. Em 1916, ele tornou-se presidente honorário da união esportiva Germano-Americana para prisioneiros de guerra dentro de um seguimento da YMCA.
Devido a sua postura liberal ele serviu como mediador no conflito das polícias da Oberste Heeresleitung, a hierarquia mais elevada do exército alemão sob o comando de Paul von Hindenburg e Erich Ludendorff. Ele discursou abertamente contra a retomada de campanhas navais com o uso da guerra submarina irrestrita, o que resultou em uma declaração de guerra pelo Congresso dos Estados Unidos em 6 de abril.

## Chanceler

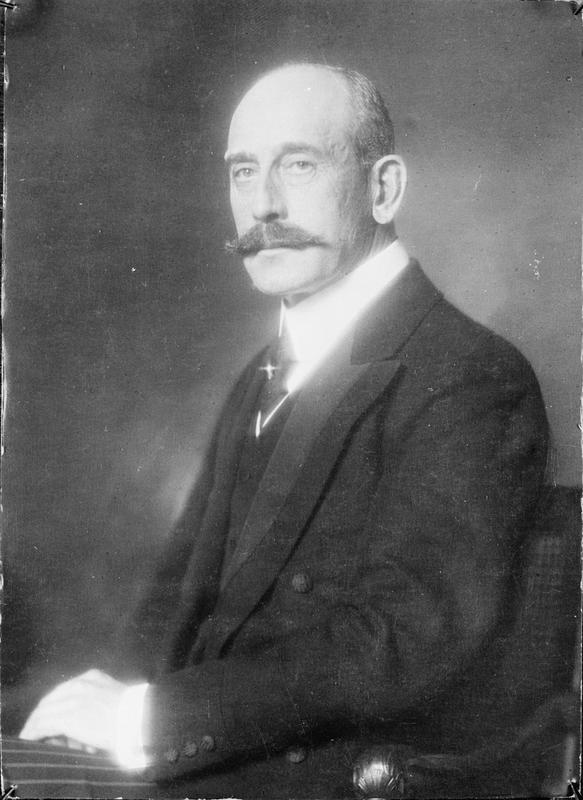
Maximiliano em 1918

Maximiliano, Príncipe de Baden foi apontado Chanceler da Alemanha e Primeiro-ministro da Prússia pelo imperador Guilherme II em 3 de outubro de 1918, afim de negociar um armísticio com os Aliados, que esperava-se ser aceito pelo presidente estadunidense Woodrow Wilson.
Embora Maximiliano tivesse sérias ressalvas sobre o caminho que o Império Alemão queria conduzir as negociações, ele aceitou a posição, e pela primeira vez na história do Império, representantes do Partido Social-Democrata da Alemanha, tais como Philipp Scheidemann e Gustav Bauer, ocuparam secretárias do Estado; mesmo assim Erich Ludendorff advogou por um sistema parlamentar, que limitaria o poder do kaiser.
No dia seguinte Maximiliano oficialmente apresentou uma proposta de armistício com o consenso do supremo comando do exército; todavia, o presidente Wilson reagiu com ressalva. Para melhorar a posição da Alemanha com os Aliados, o novo Chanceler modificou a Constituição Imperial através de emendas que gradualmente eliminaram o sistema autoritário deixado por Otto von Bismarck.
Todavia, os esforços de seu governo para assegurar um armísticio foi ininterrompido por um motim em Kiel e pela eclosão da Revolução Alemã no início de novembro. Maximiliano, seriosamente acometido pela gripe espanhola aconselhou Guilherme II a abdicar. O kaiser que havia deixado a revolucionária Berlim por Spa, na Bélgica, apesar dos avisos de Hindenburg e Wilhelm Groener, que o mesmo deveria adicar apenas como imperador, não como rei da Prússia, Guilherme II abdicou, por ele e seu filho Guilherme, Príncipe Herdeiro, de todos os seus títulos em 9 de novembro de 1918; No mesmo dia Philipp Scheidemann proclamou a república, depois que o próprio Maximiliano reiniciou como chanceler em favor do Social-Democrata Friedrich Ebert.

## Últimos anos e morte
Maximiliano passou seus últimos anos retirado da vida pública. Ele rejeitou um mandato na Assembleia Nacional de Weimar de 1919, oferecido para ele político democrático e historiador Max Weber. Em 1920, juntamente com Kurt Hahn, ele fundou um internato, Schule Schloss Salem (Escola do Casdtelo Salem), que tinha como intenção ajudar na formação da nova elite intelectual alemã.
Maximiliano, assistido por Kurt Hahn, também publicou um número de livros: Völkerbund und Rechtsfriede (1919), Die moralische Offensive (1921) and Erinnerungen und Dokumente (1927).
Em 1928, em consequência da morte de Frederico II, Grão-Duque de Baden, que havia sido deposto em novembro de 1918, quando as monarquias alemãs foram abolidas, Maximiliano tornou-se chefe da Casa de Baden e assumiu o título histórico dinástico de "Marquês de Baden". Ele faleceu em Salem em 6 de novembro do ano seguinte.